# Worlds
Worlds è il primo album in studio del produttore discografico e DJ statunitense Porter Robinson, pubblicato il 12 agosto 2014.

## Tracce
1. Divinity (feat. Amy Millan) – 6:08 (Porter Robinson)
2. Sad Machine – 5:50 (Robinson)
3. Years of War (feat. Breanne Düren & Sean Caskey) – 3:56 (Robinson, Breanne D)
4. Flicker – 4:39 (Robinson)
5. Fresh Static Snow – 5:58 (Robinson)
6. Polygon Dust (feat. Lemaitre) – 3:29 (Robinson, Ketil Jansen, Ulrik Denizou Lund)
7. Hear the Bells (feat. Imaginary Cities) – 4:46 (Robinson, Marti Sarbit, Rusty Matyas)
8. Natural Light – 2:21 (Robinson)
9. Lionhearted (feat. Urban Cone) – 4:24 (Robinson, Benjamin Swardlick, Andrew Coenen, Eric Luttrell, Emil Gustafsson, Rasmus Flyckt)
10. Sea of Voices – 4:59 (Robinson, Breanne Düren)
11. Fellow Feeling – 5:49 (Robinson)
12. Goodbye to a World – 5:28 (Robinson)

Remix CD - Boxset Edizione Limitata
1. Sea of Voices (RAC Mix) – 6:08
2. Sad Machine (Anamanaguchi Remix) – 4:29
3. Lionhearted (Arty Remix) (feat. Urban Cone) – 5:17
4. Lionhearted (The Alexanders Remix) (feat. Urban Cone) – 5:56
5. Lionhearted (Giraffage Remix) (feat. Urban Cone) – 3:59
6. Lionhearted (Urban Cone Remix) (feat. Urban Cone) – 3:26

Lionhearted 7" Singolo - Boxset Edizione Limitata
1. Lionhearted (feat. Urban Cone) – 4:26
2. Shepherdess – 7:16